# Edward Klinik
Edward Klinik (ur. 21 lipca 1919 w Bochum, zm. 24 sierpnia 1942 w Dreźnie) – polski męczennik II wojny światowej, wychowanek Salezjańskiego Oratorium w Poznaniu, gdzie koledzy nazywali go "Bebisiem", błogosławiony Kościoła rzymskokatolickiego.

## Życiorys
Był synem Wojciecha i Anastazji z domu Sreiber i miał siostrę Marię oraz brata Henryka. Należał do organizacji "Wojsko Ochotnicze Ziem Zachodnich". Jako pierwszy z piątki aresztowany przez gestapo w sobotę, 21 września 1940 roku. Trafił do więzienia w Domu Żołnierza, następnie do niemieckiego obozu w Forcie VII i więzienia przy ulicy Młyńskiej. 16 listopada 1940 przewieziony został do Wronkach, a później do więzienia sądowego w Berlinie – Neukölln  (23 kwietnia 1941) i od maja w ciężkim więzieniu Zwickau. Z wyrokiem śmierci wydanym 1 sierpnia 1942, za przygotowywania do zamachu stanu oczekiwał egzekucji w drezdeńskim więzieniu.

Zachowały się zapiski więzienne Edwarda Klinika:
„O Boże, dlaczego włożyłeś tak ciężki krzyż na moje ramiona? Synu, patrz na mnie, jak ja obarczony ciężkim drzewem krzyża z miłości do ciebie szedłem na Golgotę i nie wydobyłem z piersi mojej słowa skargi, a ty już teraz narzekasz? Oddaj mi tylko miłość za miłość. Jam dobrowolnie oddał się tobie cały, stając się więźniem tabernakulum, a ty ile razy mnie odwiedziłeś? Czy chciałbyś mieć dzisiaj lepiej ode mnie? O Boże, jak ciężko zgrzeszyłem. Rzucając się na kolana, dzisiaj prosić Cię tylko mogę o miłosierdzie, przebaczenie i pokutę. Dziś, wyznając swe winy, wspólnie z żałującym łotrem wołać powinienem.”
W ostatnim liście do rodziny pisał:
„Dziwne są wyroki Boże, lecz musimy się z nimi zawsze pogodzić, gdyż wszystko jest dla dobra naszej duszy.”
Beatyfikował go papież Jan Paweł II w 1999 r. w gronie 108 błogosławionych męczenników.
Jego wspomnienie liturgiczne obchodzone jest w dies natalis (24 sierpnia) i w grupie męczenników (12 czerwca).